# Phyllostachys rutila
Phyllostachys rutila är en gräsart som beskrevs av Tai Hui Wen. Phyllostachys rutila ingår i släktet Phyllostachys och familjen gräs. Inga underarter finns listade i Catalogue of Life.